# Сен-Жеро-де-Кор
Сен-Жеро́-де-Кор (фр. Saint-Géraud-de-Corps) — коммуна во Франции, находится в регионе Аквитания. Департамент — Дордонь. Входит в состав кантона Пеи-де-Монтень и Гюрсон. Округ коммуны — Бержерак.
Код INSEE коммуны — 24415.

## География
Коммуна расположена приблизительно в 470 км к югу от Парижа, в 65 км восточнее Бордо, в 50 км к юго-западу от Перигё.
На юго-востоке коммуны протекает река Лидуар.

### Климат
Климат умеренный океанический со средним уровнем осадков, которые выпадают преимущественно зимой. Лето здесь долгое и тёплое, однако также довольно влажное, здесь не бывает регулярных периодов летней засухи. Средняя температура января — 5 °C, июля — 18 °C. Изредка вследствие стечения неблагоприятных погодных условий может наблюдаться непродолжительная засуха или случаются поздние заморозки. Климат меняется очень часто, как в течение сезона, так и год от года.

## Население
Население коммуны на 2010 год составляло 188 человек.
| 1962 | 1968 | 1975 | 1982 | 1990 | 1999 | 2010 |
| ---- | ---- | ---- | ---- | ---- | ---- | ---- |
| 162  | 149  | 152  | 149  | 150  | 167  | 188  |

## Администрация
| Период | Период | Фамилия      | Партия                    | Примечания |
| ------ | ------ | ------------ | ------------------------- | --- |
| 2002   | 2020   | Тьерри Буаде | Союз за народное движение | предприниматель; генеральный советник кантона (с 2004); президент сообщества коммун Гюрсонне (2002—2012); президент сообщества коммун Монтань Монравель и Гюрсон (с 2013) |

## Экономика
В 2010 году среди 111 человек трудоспособного возраста (15-64 лет) 77 были экономически активными, 34 — неактивными (показатель активности — 69,4 %, в 1999 году было 66,0 %). Из 77 активных жителей работали 67 человек (36 мужчин и 31 женщина), безработных было 10 (4 мужчины и 6 женщин). Среди 34 неактивных 6 человек были учениками или студентами, 21 — пенсионерами, 7 были неактивными по другим причинам.

## Фотогалерея

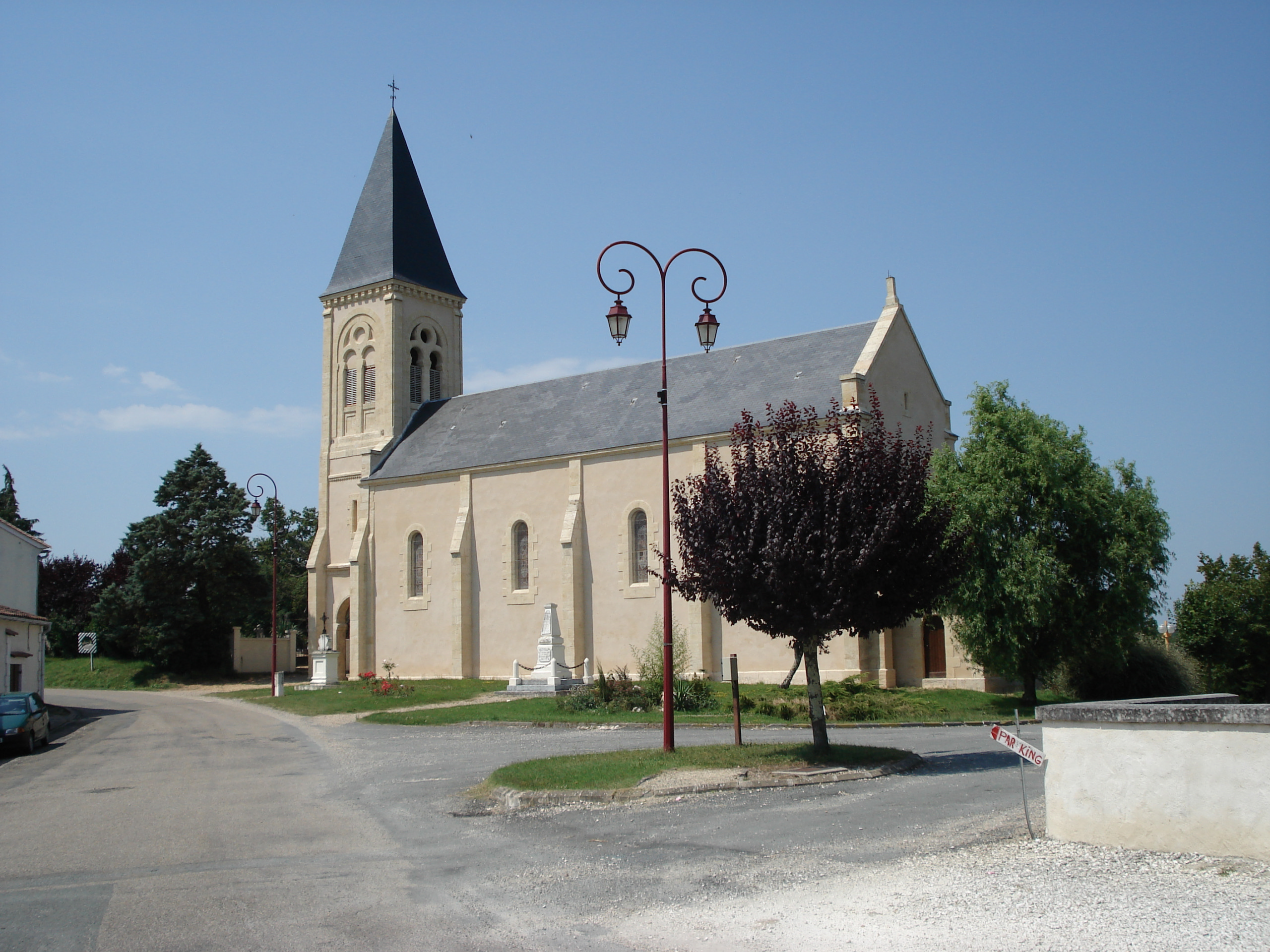
Церковь
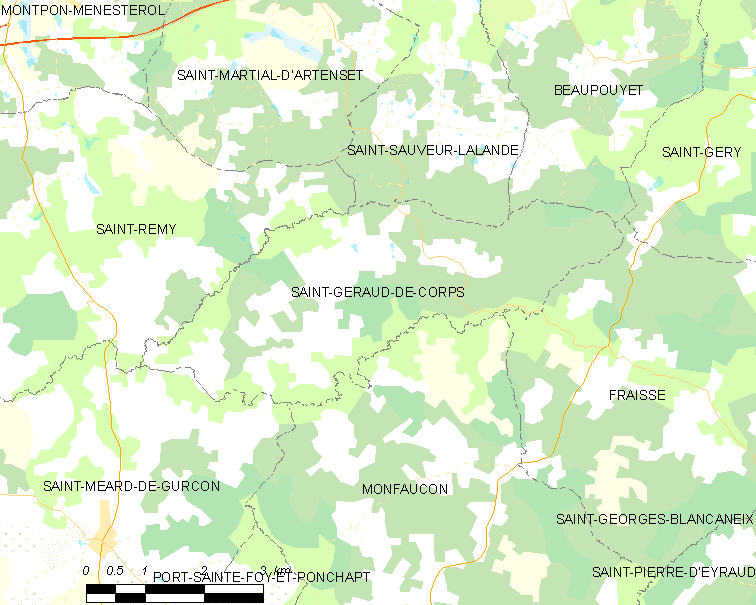
Карта коммуны